# Viredo Espinosa
Viredo Espinosa (Regla, 14 de octubre de 1928-Costa Mesa, 26 de agosto de 2012) fue un artista expresionista abstracto cubano que formó parte del movimiento artístico cubano conocido como Grupo “Los Once”. Durante su etapa en Los Once, Viredo trajo estilos abstractos al arte cubano que anteriormente solo se habían visto en Europa o los Estados Unidos. Las obras de Viredo incluyen pinturas, grabados, murales, entre otros. Viredo pasó sus primeros años de artista en Regla, Cuba antes de huir a los Estados Unidos para escapar de la régimen revolucionario.

## Biografía
Viredo nació en 1928 en Regla, una pequeña ciudad en la bahía de La Habana. Fue al Colegio de Arte de San Alejandro fundado en 1818.
En 1952 fue invitado a exhibir en la Sociedad Nuestro Tiempo con la colección, "Quince jóvenes pintores y escultores". Tan solo once artistas fueron los que expusieron y el crítico de arte Joaquín Texidor, en una crónica de "Tiempo en Cuba", bautizó a los artistas como "Grupo de los Once", un nombre que persiguió a los artistas durante el resto de sus vidas. Otros artistas de Los Once fueron Agustín Cárdenas y Hugo Consuegra. La influencia del grupo es generalmente considerada significativa ya que introduce en Cuba todas la tendencias de mitad de siglo, en particular el abstracto y el arte no figurativo.
En 1965, Viredo decidió que su mujer y él debían dejar Cuba por la situación política. En febrero de 1969, vio Cuba por última vez antes de volar hacia Miami. La estancia de Viredo en Miami fue corta. Participó en galerías locales y continuó pintando. En 1972, se trasladó a California y desde allí continuó con su trabajo. En 5 años pintó a tiempo completo, con Cuba como inspiración. Viredo trabajó dentro de la comunidad cubana, diseñado para el fondo de becas cubanoamericanas y donó arte para recaudar actos de caridad. A finales de la década de 1990 y principios de la década de 2000 comenzó a recibir premios, como "La Palma Espinada" del Instituto Cultural Cubano Americano.
El 26 de agosto de 2012, murió de una enfermedad vascular en Costa Mesa a la edad de 83 años.

## Exposiciones[7]

### Solo
- 2010: "Viredo - Music, Myth, and Memory" - Old Town Gallery, Tustin, California
- 2008: John Wayne Airport Exhibit - Orange County, California
- 2007: "Homage to Mondrian" - Old Town Gallery, Tustin, California

### Gropo
- 2006: "Featured Artist Viredo" - Bear Street Gallery, Santa Ana, California
- 2004: "The 'Human' Figure" - Alex Hailey Gallery, Gardena, California